# Jägerhofstraße 20

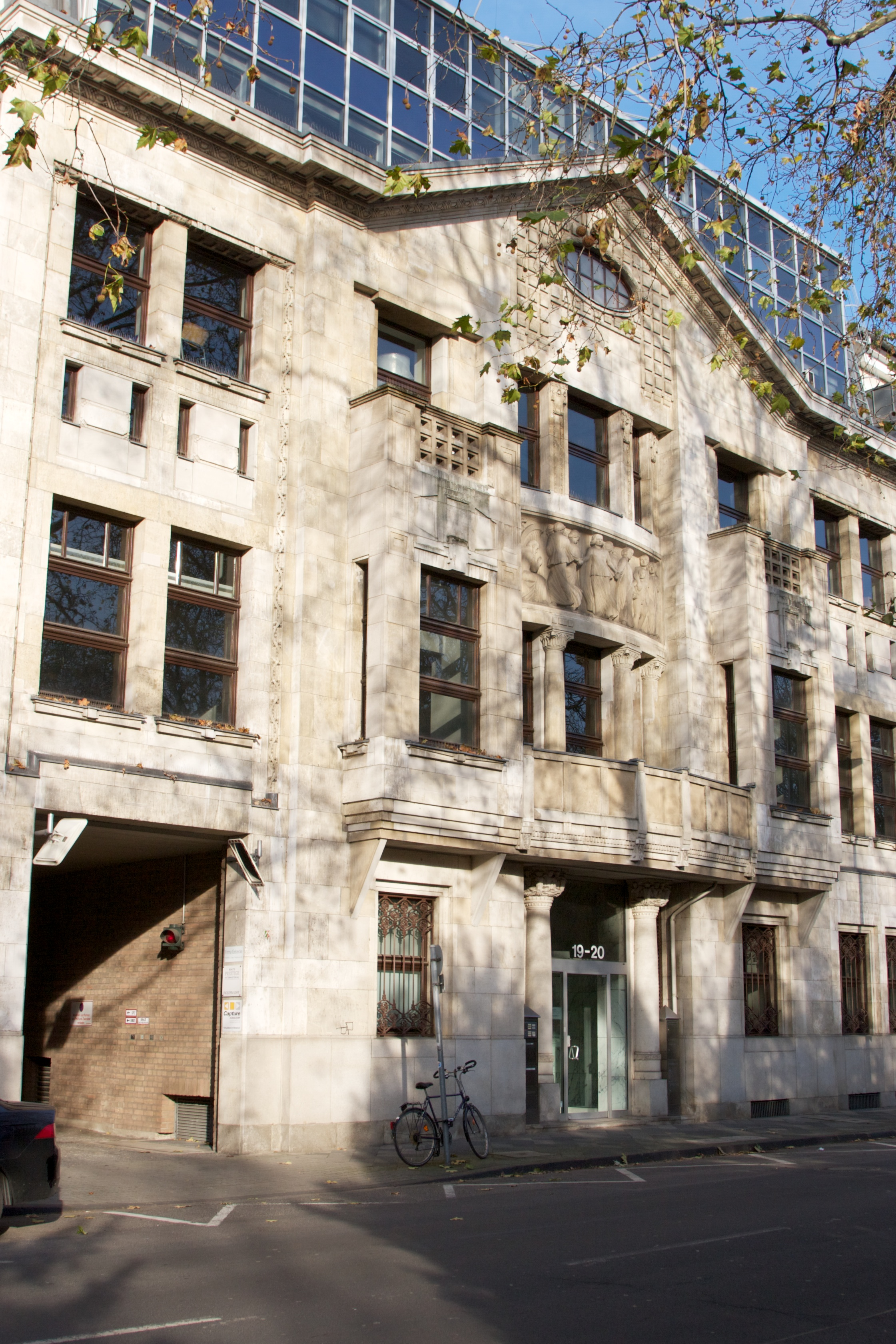
Fassade

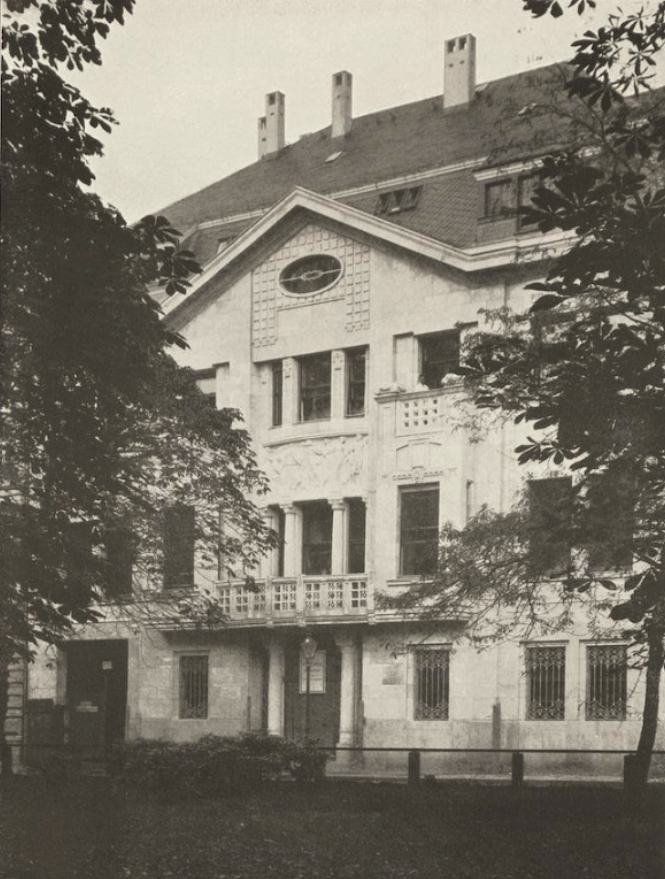
Einfamilienhaus des Herrn Dr. Friedrichs, 1910

Von dem ehemaligen Wohnhaus Jägerhofstraße 19–20 in Düsseldorf-Pempelfort, das 1907–1909 nach Plänen des Düsseldorfer Architekten Ludwig H. Fettweis (* 20. Juli 1866) erbaut wurde, ist nur noch die unter Denkmalschutz stehende Fassade im Stil des Neoklassizismus erhalten. Das irreführend auch als Jugendstilhaus bezeichnete Gebäude wurde Anfang der 1990er Jahre bis auf die Fassade abgebrochen. Die Fassade wurde in einen Neubau integriert, der von dem Düsseldorfer Architekten Paul Schneider-Esleben errichtet wurde. Sie ist aus Werkstein und ist drei Geschosse hoch. Sie zeigt einen symmetrischen Aufbau und ist in fünf Achsen unterteilt. In der Mittelachse ist der Eingang zu sehen, flankiert von zwei Säulenstellungen. Die neoklassizistischen Säulen stützen den Balkon im ersten Obergeschoss. Die Mittelachse ist als dreiachsiger Risalit gestaltet. Dieser findet seinen oberen Abschluss in einem Dreiecksgiebel.
Vorgängerbauten Mitte des 19. Jahrhunderts waren von dem Architekten Anton Schnitzler.